# Čierňavsky vrch
Čierňavský vrch (1318 m n.p.m.) – szczyt w Wielkiej Fatrze w Karpatach Zachodnich na Słowacji.
Znajduje się prawych zboczach Ľubochnianskiej doliny, w bocznym, północno-zachodnim grzbiecie szczytu Maďarová. Grzbiet ten poprzez Čierňavský vrch, Príslop i Chovanovą opada do dna Ľubochnianskiej doliny tworząc zbocza jej dwóch prawych odgałęzień; dolinki potoku Čierňava i dolinki potoku Salatín. Čierňavský vrch jest dość wybitnym szczytem w tym grzbiecie. Jest całkowicie porośnięty lasem, ale są na jego zboczach liczne odsłonięcia skalne. W kierunku południowo-zachodnim tworzy krótki grzbiet zakończony niepozornym wierzchołkiem Końská (965 m).
Čierňavský vrch znajduje się w obrębie Parku Narodowego Wielka Fatra i nie prowadzi przez niego żaden szlak turystyczny.